# Tuvalià
El tuvalià és una llengua polinèsia parlada a Tuvalu. Té força manlleus del samoà, la llengua dels missioners cristians de finals del segle xix i principis del xx. Es calcula que hi ha més de 13.000 parlants de tuvalià al món, dels quals 10.000 a Tuvalu i la resta principalment a Nova Zelanda.
El tuvalià es va començar a escriure en la dècada del 1860, quan arribaren sacerdots samoans per a convertir els illencs al cristianisme. Tanmateix, l'ortografia no està codificada i conviuen diversos sistemes.

## Fonologia
Existeixen cinc vocals (/i/, /e/, /a/, /o/, /u/) i totes poden ser curtes o bé llargues. De consonants, n'hi ha 11 (/p/, /t/, /k/, /m/, /n/, /ŋ/, /f/, /v/, /s/, /h/, /l/), també amb formes curtes o llargues. Tots els sons es representen amb les lletres que corresponen als símbols de l'alfabet fonètic internacional, excepte el so /ŋ/, que s'escriu ⟨g⟩. La síl·laba tònica és sempre la penúltima, excepte quan l'última vocal és llarga, cas en què la paraula passa a ser aguda.
| Majúscules         | A | E | I | O | U | F | G | H | K | L | M | N | P | S | T | V |
| Minúscules         | a | e | i | o | u | f | g | h | k | l | m | n | p | s | t | v |
| Pronunciació (AFI) | a | e | i | o | u | f | ŋ | h | k | l | m | n | p | s | t | v |

## Dialectes
Els dialectes del tuvalià es divideixen en dues zones geogràfiques: la nord, que comprèn les illes de Nanumea, Nanumaga, Niutao i Niulakita, i la sud, formada per Vaitupu, Nukufetau, Funafuti i Nukulaelae. Per raons històriques, els dialectes de Vaitupu i de Funafuti han estat els dominants des de la primera meitat del segle xx, i actualment formen una mena de llengua estàndard anomenada te 'gana māsani ("la llengua comuna").
El tuvalià és inteligible amb el tokelauà, parlat per unes 1.700 persones als tres atols de Tokelau i a l'illa de Swains.

## Literatura
No hi ha gaire literatura en tuvalià. La Bíblia es va traduir per primera vegada el 1987. Els Testimonis de Jehovà publiquen una traducció de la seva revista La Torre de Guaita dos cops al mes, anomenada Te Faleleoleo Maluga. El Departament de Mitjans del govern publica un periòdic mensual bilingüe anomenat Sikuleo o Tuvalu - Tuvalu Echo i gestiona una ràdio que emet diverses hores en tuvalià.